# Cannabis Social Club
Ein Cannabis Social Club ist ein nicht kommerzieller Verein, der den gemeinschaftlichen Anbau von Cannabis in begrenzten Mengen organisiert, um den persönlichen Bedarf der Mitglieder zu decken. Im Gegensatz zu den in den USA verbreiteten Buyers Clubs sind die Social Clubs nicht auf den medizinischen Gebrauch von Cannabis beschränkt. Das Konzept wurde 2005 von der paneuropäischen Organisation ENCOD (European Coalition for Just and Effective Drug Policies) vorgeschlagen, um volljährigen Personen den legalen Anbau und Besitz von Cannabis als Rauschmittel zu ermöglichen.
Das vom deutschen Bundestag im Februar 2024 verabschiedete Konsumcannabisgesetz sieht die Einführung von legal operierenden Cannabis (Social) Clubs in Deutschland vor. Diese dürfen ausschließlich als genossenschaftlich organisierte Vereinigung tätig werden. Des Weiteren ist in den Räumlichkeiten deutscher Cannabis (Social) Clubs kein Konsum erlaubt. Daher bevorzugt die Bundesregierung auch den Begriff Anbauvereinigung anstelle von Cannabis Social Club. Schon vor der Verabschiedung des Gesetzes wurden bereits Vereine zu diesem Zweck gegründet (siehe unten). Mitte 2025 gab es 293 zugelassene Clubs mit Anbaugenehmigung in Deutschland.

## Verhaltenskodex
Cannabis Social Clubs im Sinne der ENCOD arbeiten nach folgenden Regeln:
- Anbau, Transport, Verteilung und Konsum unterliegen Sicherheitschecks und Qualitätskontrollen.
- Werbung wie Ladenschild oder Schaufenster sind nicht erlaubt.
- Die Mitglieder sichern die Finanzen des Systems durch Mitgliedsbeiträge entsprechend ihren Bedürfnissen.
- Cannabishandel darf es nicht geben. Die Mitglieder müssen sich dazu verpflichten, kein Cannabis zu verkaufen und nicht Dritte, vor allem Minderjährige, zum Konsum zu ermuntern.

In Deutschland hat der Bundesverband der Cannabis Anbauvereinigungen Deutschlands e.V. (CAD) auf Grundlage des paneuropäischen ENCOD-Kodex einen national angepassten Verhaltenskodex entwickelt.
Dieser regelt unter anderem:
- eine verpflichtende Anbau- und Abgabedokumentation,
- Sicherheits- und Hygienestandards für Anbauflächen,
- Aufklärungsmaßnahmen und Jugendschutzkonzepte,
- sowie den Verzicht auf kommerzielle Werbung und gewinnorientierten Vertrieb mittels Unternehmenskonstrukten.

Der Kodex wird vom CAD als freiwillige Selbstverpflichtung empfohlen und von zahlreichen in Deutschland tätigen Anbauvereinigungen angewendet.

## Verbreitung und rechtliche Situation weltweit
Cannabis Social Clubs in Europa gab oder gibt es in Spanien, Belgien und den Niederlanden. Es gibt sie auch in Österreich, Frankreich, Italien, Slowenien und anderen Ländern, hier jedoch anonym und durch Strafandrohung illegalisiert. Auch in Südafrika existieren Cannabis Social Clubs, deren Rechtslage jedoch ungeklärt ist.
In Spanien gibt es keine einheitliche gesetzliche Grundlage für Cannabis Social Clubs. Während etwa in Katalonien im Juli 2017 ein spezifisches Gesetz über Vereine von Cannabis-Konsumenten in Kraft trat, fehlt z. B. auf den Kanarischen Inseln eine solche spezifische Normierung. In spanischen Autonomen Regionen ohne spezifische Gesetzgebung basiert die Existenz der Cannabis-Social-Clubs auf dem verfassungsmäßigen Recht zur Vereinigung und dem Prinzip der Straffreiheit des Konsums von Drogen, sowie den Regeln, die durch die Rechtsprechung entwickelt wurden. Die bürokratischen Anforderungen an den Betrieb eines solchen Clubs sind in Spanien so hoch, dass die Betreiber sich regelmäßig der Strafverfolgung ausgesetzt sehen.
In Uruguay genehmigte das 2012 verabschiedete Gesetz zur Bekämpfung des Drogenhandels die Eröffnung von Cannabis Social Clubs mit der Genehmigung, bis zu 99 Pflanzen für eine Anzahl von Mitgliedern zwischen 15 und 4525 anzubauen. Die ersten Clubs wurden im Oktober 2014 eröffnet.
Das Parlament Maltas verabschiedete am 14. Dezember 2021 ein Gesetz zur teilweisen Legalisierung von Cannabis. Darin wird auch die Möglichkeit zur Eröffnung von Cannabis Social Clubs geregelt. Das Gesetz trat am 18. Dezember 2021 mit der Unterschrift des maltesischen Präsidenten George Vella in Kraft. Im April 2022 veröffentlichte die Authority for the Responsible Use of Cannabis Kriterien für die Erteilung einer Lizenz für Cannabis Associations.

## Rechtliche Situation in Deutschland
Mit dem Inkrafttreten der Regelungen zu Cannabis Social Clubs (Anbauvereinigungen) im Rahmen des Konsumcannabisgesetzes (KCanG) am 1. Juli 2024 wurde der Besitz, Eigenanbau sowie die gemeinschaftliche, nicht‑kommerzielle Produktion von Cannabis zu Genusszwecken in sogenannten Anbauvereinigungen bundesweit legalisiert und erstmals reguliert. Der rechtliche Rahmen legt nicht nur Mengenbeschränkungen und Abgabeformen fest, sondern stellt auch strenge Anforderungen an Organisation, Kontrolle und Schutzmaßnahmen.

### Gesetzliche Grundlage (Bundesrecht)
Das am 23. Februar 2024 vom Bundestag beschlossene Konsumcannabisgesetz legalisiert den Besitz und Erwerb von maximal 25 Gramm bzw. 50 Gramm (in Privaträumen) Cannabis (Marihuana oder Haschisch) und die Gründung von Cannabis Social Clubs zum Zweck des Cannabisanbaus sowie den Eigenanbau von höchstens drei blühenden weiblichen Pflanzen. Es dürfen zusätzlich sieben Samen oder fünf Stecklinge oder jeweils insgesamt höchstens sieben Samen und Stecklinge pro Monat an jedes Mitglied abgegeben werden. Zudem soll der Anbau und die Abgabe von Cannabis in nicht-gewinnorientierten Cannabis Clubs ermöglicht werden. Cannabis Clubs dürfen maximal 500 Mitglieder haben. Das Mindestalter als Mitglied beträgt 18 Jahre und man muss seinen Wohnsitz oder gewöhnlichen Aufenthalt in Deutschland haben. Eine Mitgliedschaft in mehreren Cannabis Clubs ist untersagt. Die Mitglieder sollen möglichst aktiv in der Vereinigung mitwirken. Eine Mitwirkung bzw. Beauftragung Dritter mit dem Anbau wird ausgeschlossen. Pro Club-Mitglied dürfen gemäß dem Entwurf maximal 25 Gramm Cannabis pro Tag und 50 Gramm pro Monat abgegeben werden. Mitglieder zwischen 18 und 20 Jahren bekommen maximal 30 Gramm pro Monat mit maximal 10 % Tetrahydrocannabinol. Eine Abgabe erfolgt nur in Reinform (Marihuana oder Haschisch) in neutraler Verpackung oder lose mit beigefügten Informationen zum Produkt. Es gibt Berichts- und Dokumentationspflichten zu erzeugten und abgegebenen Mengen. Weitergabe an Dritte ist verboten. Die Kosten sollen über die Mitgliedsbeiträge gedeckt werden. Gegebenenfalls kommt ein zusätzlicher Betrag pro abgegebenes Gramm dazu. Es gilt ein allgemeines Werbeverbot für die Vereinigungen und für Cannabis. Zudem müssen die Clubräume einen Mindestabstand von 100 Metern zu Schulen, Kinder- und Jugendeinrichtungen sowie Spielplätzen aufweisen.
Nach vier Jahren erfolgt eine Evaluation, mit dem Ziel der Prüfung für eventuelle Anpassungen hinsichtlich Gesundheits- und Jugendschutz sowie Zurückdrängung des Schwarzmarktes.
Der Konsum von Cannabis bleibt an vielen Orten verboten, insbesondere 100 Meter im Umfeld von Schulen, Kinder- und Jugendeinrichtungen, Spielplätzen, Sportstätten und Anbauvereinigungen und generell in der Anwesenheit von Minderjährigen.

### Voraussetzungen für Cannabis Social Clubs
Zusätzlich zu den im Gesetz festgelegten Regelungen für die Gründung und den Betrieb von Cannabis Social Clubs, sind diese Vereine verpflichtet, strenge Vorgaben einzuhalten. Dazu gehören 
- Sicherheitsmaßnahmen für Anbau- und Abgaberäume
- Einhaltung von Mindestabstände zu sensiblen Einrichtungen wie Schulen und Kindergärten
- Erstellung eines Gesundheits- und Jugendschutzkonzeptes
- Dokumentations- und Berichtspflichten zu Anbau- und Abgabemengen
- Vorlage von Führungszeugnissen für Vorstandsmitgliedereder
- jährliche Datenübermittlung an die zuständigen Behörden.[26]

### Organisation und Satzung
Anbauvereinigungen (Cannabis Social Clubs) können in Deutschland als eingetragene Vereine (§ 21 BGB) oder eingetragene Genossenschaften (§ 1 GenG) organisiert sein. In beiden Fällen bildet die Satzung bzw. die Genossenschaftssatzung die rechtliche und organisatorische Grundlage des Zusammenschlusses. 
Sie legt insbesondere fest:
- Voraussetzungen und Verfahren für die Mitgliedschaft,
- die Organisation des gemeinschaftlichen Anbaus und der Abgabe,
- Rechte und Pflichten der Mitglieder,
- die Verwendung von Mitteln und Rücklagen,
- sowie die interne Entscheidungsstruktur.

Unabhängig von der gewählten Rechtsform dürfen Anbauvereinigungen nicht gewinnorientiert arbeiten. Sämtliche Einnahmen sind ausschließlich zur Deckung der gemeinschaftlich entstehenden Kosten (z. B. für Anbau, Qualitätssicherung, Sicherheit, Dokumentation und Verwaltung) zu verwenden.
Einschränkung der Satzungsfreiheit
Die Satzung bildet das organisatorische und rechtliche Fundament und muss gemäß § 16 KCanG zwingend folgende Mindestinhalte vorsehen: 
- Zweckbestimmung: Ausschließliche Ausrichtung auf gemeinschaftlichen Eigenanbau, Abgabe nur an Mitglieder, Suchtprävention und ggf. Vermehrungsmaterialtransfer.
- Mitgliedschaftseinschränkung:
  - Mindestalter 18 Jahre, Wohnsitz oder gewöhnlicher Aufenthalt in Deutschland.
  - Nur eine Mitgliedschaft in genau einer Anbauvereinigung (über Selbstauskunft dokumentiert, dreijährig aufzubewahren).
  - Mindestmitgliedschaftsdauer von drei Monaten.
- Mitgliederobergrenze: Maximal 500 Mitglieder.
- Wohnsitzbindung: Ausschluss- bzw. Abgabestopp, wenn der Wohnsitz außerhalb Deutschlands verlagert wird.
- Gewinnverbot bei Genossenschaften: Überschüsse müssen in Rücklagen fließen und dürfen nicht ausgeschüttet werden.

Die Verantwortung für den Anbau kann, sofern in der Satzung vorgesehen, auf ein internes Gremium wie z.b. einen Anbaurat übertragen werden. Dieser trifft innerhalb der gesetzlichen Vorgaben eigenverantwortliche Entscheidungen, sofern keine Weisungen der Mitgliederversammlung oder des Vorstands bzw. Aufsichtsrats entgegenstehen.

### Praktische Umsetzung seit Juli 2024
Die Aufzucht von Cannabis in Cannabis Social Clubs war theoretisch bereits seit Juli 2024 möglich. Praktisch bedarf es aber einer Genehmigung für den Club. Am 8. Juli 2024 wurde die deutschlandweit erste Genehmigung durch Niedersachsens Landwirtschaftsministerin Miriam Staudte an einen Club in Ganderkesee übergeben. Er gab am 2. November 2024 erstmals Cannabis an seine Mitglieder ab. Andere Bundesländer wie Bayern zogen erst im Frühjahr 2025 nach, im Saarland wurde der erste Verein erst im August 2025 genehmigt.

### Situation in den Bundesländern
Die konkrete Umsetzung des Konsumcannabisgesetzes erfolgt auf Länderebene, was zu großen Unterschieden bei der Bearbeitung von Anträgen und der Genehmigungspraxis führte. Einige Bundesländer haben bereits zügig erste Anbauvereinigungen zugelassen, während andere Monate nach Inkraftreten, noch keine Entscheidungen getroffen haben oder die Verfahren verzögern. Bis Juli 2025 wurden bundesweit insgesamt 293 Cannabis Social Clubs genehmigt.

#### Übersicht zu den Bundesländern
| Bundesland             | Gesamte Genehmigungen (Stand: Juli 2025) | 1. Club mit behördlicher Erlaubnis im Bundesland                                        | Genehmigungszeitpunkt |
| ---------------------- | ---------------------------------------- | --------------------------------------------------------------------------------------- | --------------------- |
| Niedersachsen          | 55                                       | CSC Ganderkeesee e.V.                                                                   | Juli 2024             |
| Berlin                 | 7                                        | Green Leaf Society e.V.                                                                 | August 2024           |
| Mecklenburg-Vorpommern | 3                                        | soChill Green CSC e.V.                                                                  | August 2024           |
| Rheinland-Pfalz        | 27                                       | Anbaugemeinschaft SüdWest e.V.                                                          | August 2024           |
| Nordrhein-Westfalen    | 83                                       | Joints Venture e.V.                                                                     | September 2024        |
| Brandenburg            | 16                                       | Green Social Club e.V.                                                                  | Oktober 2024          |
| Hamburg                | 13                                       | High End Social Club e.V.                                                               | Oktober 2024          |
| Sachsen                | 16                                       | CSC Görlitz e.V.                                                                        | Oktober 2024          |
| Baden-Württemberg      | 23                                       | Cannabis Club Südwest e. V. CSC Grüne Liebe Rhein-Neckar e. V.                          | November 2024         |
| Bremen                 | 2                                        | Hanse High e.V.                                                                         | November 2024         |
| Hessen                 | 11                                       | Broccoli Buddies e.V.                                                                   | Dezember 2024         |
| Thüringen              | 6                                        | CSC Erfurt e.V.                                                                         | November 2024         |
| Schleswig-Holstein     | 9                                        | Anbauvereinigung Sorgenfrei e.V.                                                        | Dezember 2024         |
| Sachsen-Anhalt         | 14                                       | unbekannt                                                                               | Dezember 2024         |
| Bayern                 | 8                                        | CSC Inntal Raublin e.V. Exotic Kingdom CSC Fulda e.V. The Marihuana Club Kirchdorf e.V. | April 2025            |
| Saarland               | 1                                        | unbekannt                                                                               | August 2025           |
| Gesamt                 | 294                                      |                                                                                         |                       |

## Suchtpolitische Einschätzung
Das SuchtMagazin befasste sich in Ausgabe 2/2014 mit Safer-Use hinsichtlich Cannabis. Aus Perspektive der Schadensminderung biete dieser Ansatz die Möglichkeit zur Qualitätskontrolle des verkauften Cannabis und zur Verminderung des gesundheitlichen Schadenspotentials. Die Clubs hätten dabei neben der Informations- und Beratungsaufgabe auch eine soziale Kontrollfunktion. Dadurch könne den Anliegen der selektiven Prävention sowie der Früherkennung von problematischem Konsum entsprochen werden.